# Rhabdosargus holubi
Rhabdosargus holubi är en fiskart som först beskrevs av Steindachner, 1881.  Rhabdosargus holubi ingår i släktet Rhabdosargus och familjen havsrudefiskar. Inga underarter finns listade i Catalogue of Life.